# Gonomyia (Leiponeura) bispinosa
Gonomyia (Leiponeura) bispinosa is een tweevleugelige uit de familie steltmuggen (Limoniidae). De soort komt voor in het Neotropisch gebied.